# Clasificación de Conmebol para la Copa Mundial de Fútbol Playa FIFA 2013
La clasificación de Conmebol para la Copa Mundial de Fútbol Playa FIFA 2013 se disputó del 10  al 17 de febrero de ese mismo año, en la ciudad de Merlo, Provincia de San Luis, Argentina. La Confederación Sudamericana de Fútbol (Conmebol) cuenta con tres cupos directos para el campeonato mundial de 2013, a disputarse en Papeete, en la Polinesia Francesa, que está inscrita a la FIFA bajo el nombre de Tahití. El torneo fue ganado por la selección de Argentina por primera vez en la historia del evento.

## Equipos participantes
| Equipos participantes | Equipos participantes | Equipos participantes |
| --------------------- | --------------------- | --------------------- |
| Argentina             | Colombia              | Perú                  |
| Brasil                | Ecuador               | Uruguay               |
| Chile                 | Paraguay              | Venezuela             |

## Sistema de competición
En la primera ronda, los nueve equipos fueron divididos en dos grupos (A y B), de cinco y cuatro integrantes que jugaron bajo el sistema de todos contra todos. Los dos mejores de cada grupo clasificaron a semifinales.
En las semifinales, el primer lugar del grupo A enfrentó al segundo lugar del grupo B; mientras que el segundo lugar del grupo A, enfrentó al primer lugar del grupo B. Los ganadores clasificaron a la copa del mundo, mientras que los perdedores definieron el tercer clasificado. Por otra parte, los cinco equipos eliminados en la fase de grupos jugaron una triangular para definir los puestos del séptimo al noveno, y un juego para definir el quinto puesto.

## Primera fase

### Grupo A
| Equipo    | Pts | PJ | PG | PG+ | PP | GF | GC | Dif |
| --------- | --- | -- | -- | --- | -- | -- | -- | --- |
| Argentina | 11  | 4  | 3  | 1   | 0  | 13 | 5  | 8   |
| Paraguay  | 6   | 4  | 2  | 0   | 2  | 16 | 12 | 4   |
| Chile     | 6   | 4  | 2  | 0   | 2  | 20 | 19 | 1   |
| Perú      | 3   | 4  | 1  | 0   | 3  | 8  | 13 | -5  |
| Colombia  | 3   | 4  | 1  | 0   | 3  | 10 | 18 | -8  |

| Fecha                 | Ciudad | Local     | Resultado      | Visitante |
| --------------------- | ------ | --------- | -------------- | --------- |
| 10 de febrero de 2013 | Merlo  | Colombia  | 5:6            | Chile     |
| 10 de febrero de 2013 | Merlo  | Perú      | 1:2            | Argentina |
| 11 de febrero de 2013 | Merlo  | Chile     | 5:2            | Perú      |
| 11 de febrero de 2013 | Merlo  | Colombia  | 3:2            | Paraguay  |
| 12 de febrero de 2013 | Merlo  | Paraguay  | 4:1            | Perú      |
| 12 de febrero de 2013 | Merlo  | Argentina | 3:3 (1:0 pen.) | Chile     |
| 13 de febrero de 2013 | Merlo  | Colombia  | 2:4            | Perú      |
| 13 de febrero de 2013 | Merlo  | Argentina | 2:1            | Paraguay  |
| 14 de febrero de 2013 | Merlo  | Paraguay  | 9:6            | Chile     |
| 14 de febrero de 2013 | Merlo  | Argentina | 6:0            | Colombia  |

#### Grupo B
| Equipo    | Pts | PJ | PG | PG+ | PP | GF | GC | Dif |
| --------- | --- | -- | -- | --- | -- | -- | -- | --- |
| Brasil    | 9   | 3  | 3  | 0   | 0  | 24 | 12 | 12  |
| Ecuador   | 6   | 3  | 2  | 0   | 1  | 13 | 13 | 0   |
| Uruguay   | 2   | 3  | 0  | 1   | 2  | 9  | 13 | -4  |
| Venezuela | 0   | 3  | 0  | 0   | 3  | 11 | 19 | -8  |

| Fecha                 | Ciudad | Local     | Resultado | Visitante |
| --------------------- | ------ | --------- | --------- | --------- |
| 11 de febrero de 2013 | Merlo  | Venezuela | 2:3 (pr.) | Uruguay   |
| 11 de febrero de 2013 | Merlo  | Ecuador   | 4:6       | Brasil    |
| 12 de febrero de 2013 | Merlo  | Venezuela | 4:5       | Ecuador   |
| 12 de febrero de 2013 | Merlo  | Brasil    | 7:3       | Uruguay   |
| 13 de febrero de 2013 | Merlo  | Uruguay   | 3:4       | Ecuador   |
| 13 de febrero de 2013 | Merlo  | Brasil    | 11:5      | Venezuela |

## Segunda fase

### Cuadro general
|  | Semifinales           | Semifinales           |   |                       | Final                 | Final |  |
|  |                       |                       |   |                       |                       |       |  |
|  |                       |                       |   |                       |                       |       |  |
|  | 16 de febrero de 2013 |                       |   |                       |                       |       |  |
|  | Argentina             | 5                     |   |                       |                       |       |  |
|  | Ecuador               | 3                     |   |                       |                       |       |  |
|  |                       |                       |   |                       |                       |       |  |
|  |                       |                       |   |                       | 17 de febrero de 2013 |       |  |
|  |                       |                       |   |                       | Argentina             | 6     |  |
|  |                       | Paraguay              | 2 |                       |                       |       |  |
|  |                       |                       |   |                       |                       |       |  |
|  |                       |                       |   |                       |                       |       |  |
|  |                       |                       |   |                       | Tercer puesto         |       |  |
|  | 16 de febrero de 2013 | 16 de febrero de 2013 |   | 17 de febrero de 2013 | 17 de febrero de 2013 |       |  |
|  | Brasil                | 6 (0)                 |   | Ecuador               | 5                     |       |  |
|  | Paraguay (pen.)       | 6 (1)                 |   |                       | Brasil                | 11    |  |

### Séptimo lugar
Para decidir el séptimo lugar se realizó una triangular entre el cuarto y quinto lugar del grupo A, y el cuarto lugar del grupo B.
| Equipo    | Pts | PJ | PG | PG+ | PP | GF | GC | Dif |
| --------- | --- | -- | -- | --- | -- | -- | -- | --- |
| Colombia  | 6   | 2  | 2  | 0   | 0  | 9  | 6  | 3   |
| Perú      | 3   | 2  | 1  | 0   | 1  | 7  | 7  | 0   |
| Venezuela | 0   | 2  | 0  | 0   | 2  | 6  | 9  | -3  |

| Fecha                 | Ciudad | Local     | Resultado | Visitante |
| --------------------- | ------ | --------- | --------- | --------- |
| 15 de febrero de 2013 | Merlo  | Perú      | 4:3       | Venezuela |
| 16 de febrero de 2013 | Merlo  | Venezuela | 3:5       | Colombia  |
| 17 de febrero de 2013 | Merlo  | Colombia  | 4:3       | Perú      |

### Quinto lugar
| 16 de febrero | Chile                                                                          | 6:6 (2:1 p.)                   | Uruguay                                                                                  | Parque Recreativo, Merlo |  |
|               | Carrasco (1) 9' (3) · Valenzuela 7' (2) 5' (3) · Nico 5' (2) · González 0' (2) | ( 1:0, 4:3, 1:3, 0:0 ) Reporte | Marcelo 6' (2) · Albuerno 4' (2) · Parrillo 0' (2) · Ricar 8' (3) · Matías 2' (3) 1' (3) |                          |  |
|               |                                                                                | Tiros desde el punto penal     |                                                                                          |                          |  |
|               | Carrasco · González                                                            |                                | Matías · Nico                                                                            |                          |  |

### Semifinales
| 16 de febrero | Brasil                                                                            | 6:6 (0:1 p.)                   | Paraguay                                                                                             | Parque Recreativo, Merlo |  |
|               | Buru 9' (1) · Benjamín 9' (1) 3' (1) · Daniel 1' (1) · Bruno Xavier 7' (2) 2' (3) | ( 3:3, 1:1, 2:2, 0:0 ) Reporte | Ayala 9' (1) · López 7' (1) · Barreto 6' (1) · Echeverría 5' (1) · Morán 10' (2) · Barrientos 8' (3) |                          |  |
|               |                                                                                   | Tiros desde el punto penal     | |                          |  |
|               | Bruno Xavier                                                                      |                                | López                                                                                                |                          |  |

| 16 de febrero | Argentina                                            | 5:3                       | Ecuador                                | Parque Recreativo, Merlo |  |
|               | Hilaire 8' (1) 4' (2) 10' (3) · Medero 5' (1) 5' (2) | ( 2:2, 2:0, 1:1 ) Reporte | Álava 6' (1) 10' (3) · Gallegos 1' (1) |                          |  |

### Tercer lugar
| 17 de febrero | Brasil | 11:5                      | Ecuador                                                                          | Parque Recreativo, Merlo |  |
|               | Buru 9' (1) · Bruno Xavier 8' (1) 10' (2) 8' (3) 7' (3) 3' (3) · Daniel 3' (1) · Sídney 2' (1) · Benjamín 6' (3) 5' (3) · Fernando DDI 4' (3) | ( 4:2, 1:2, 6:1 ) Reporte | Álava 5' (1) · Barré 0' (1) · Quiñones 4' (2) · Cevallos 1' (2) · Delgado 8' (3) |                          |  |

### Final
| 17 de febrero | Argentina                                                                                       | 6:2                       | Paraguay                         | Parque Recreativo, Merlo |  |
|               | Levi 1' (1) · Leguizamón 9' (2) · Francheschini 4' (2) · Medero 11' (3) · Hilaire 4' (3) 3' (3) | ( 1:1, 2:0, 3:1 ) Reporte | Barrientos 3' (1) · Zayas 6' (3) |                          |  |

| Bandera de Argentina            |
| Campeón Argentina Primer título |

## Equipos clasificados
| Bandera de Argentina | Bandera de Paraguay | Bandera de Brasil |
| Argentina            | Paraguay            | Brasil            |
| -------------------- | ------------------- | ----------------- |